# Walter O. Hoffecker
Walter Oakley Hoffecker (* 20. September 1854 bei Smyrna, Delaware; † 23. Januar 1934 in Smyrna) war ein US-amerikanischer Politiker. Zwischen 1900 und 1901 vertrat er den Bundesstaat Delaware im US-Repräsentantenhaus.

## Werdegang
Walter Hoffecker war der Sohn des Kongressabgeordneten John H. Hoffecker. Er besuchte die öffentlichen Schulen in Smyrna und dann bis 1872 das Smyrna Seminary. Ab September 1873 studierte er an der Lehigh University in Bethlehem (Pennsylvania) das Ingenieurwesen. Nach dem Ende seiner Ausbildung arbeitete Walter Hoffecker unter anderem in der Landwirtschaft sowie im Bank- und im Versicherungswesen. In der Nachfolge seines Vaters wurde er Präsident der Philadelphia & Smyrna Transportation Co. Später sollte er auch Präsident der Eisenbahngesellschaft Delaware Railroad werden. 32 Jahre lang war er Präsident der Fruit Growers Bank in Smyrna.
Nach dem Tod seines Vaters am 16. Juni 1900 mussten in Delaware Nachwahlen für den dadurch freigewordenen Abgeordnetensitz im US-Repräsentantenhaus abgehalten werden. Bei diesen Wahlen wurde Walter Hoffecker als Kandidat der Republikanischen Partei mit 54 % der Wählerstimmen gegen den Demokraten Edward Fowler zum Nachfolger seines Vaters im US-Kongress gewählt. Dort beendete er zwischen dem 6. November 1900 und dem 3. März 1901 dessen angebrochene Legislaturperiode.
Bei den regulären Kongresswahlen des Jahres 1900 verzichtete Walter Hoffecker auf eine erneute Kandidatur. Danach widmete er sich wieder seinen zahlreichen geschäftlichen Angelegenheiten. Im Jahr 1908 war er Delegierter zur Republican National Convention, auf der William Howard Taft als Präsidentschaftskandidat der Partei nominiert wurde. Im Jahr 1917 wurde Hoffecker Mitglied des ersten Autobahnausschusses des Staates Delaware. Er starb im Januar 1934 in seinem Geburtsort Smyrna im Alter von 79 Jahren.